# Hikari Hino
Hikari Hino, född den 7 mars 1986 i Kanagawa prefektur, Japan, är en japansk porrskådespelerska som sedan 2005 medverkat i ett mycket stort antal pornografiska filmer och som även arbetat för flera av de största porrföretagen.

## Filmografi
- Curiosity - Hikari Hino
- Love Syndrome
- Breast, Hikari Hino
- Costume Play Maid, Hikari Hino
- Masochist Milk Toy
- Feel Hikari Hino
- Fetish Flash Hikari Hino
- CRYSTAL THE BEST 2005 2nd
- Super Re-Mix Best of Hikari Hino
- Shiofuki Fuck G14+2 Part 5
- Sell Debut
- CRYSTAL THE BEST 2005 3rd
- Big Tits vs. Huge Tits: Home Tutor Special
- Hyper-Digital Mosaic Vol.035
- G-Cup Big Bust Fuck
- Torture Club
- Super Excellent Body Special
- Woman's Revenge 2
- Drug Investigator, X-File-05
- Magic Mirror The Two-way Mirror Car; Hot Body In Yokohama
- Confinement and Drug Immoral Slave 3
- Immoral Teacher
- E-Body Hikari Hino
- A Galaxy Of Eros
- House of Slaves
- SOD Rape Hospital The Premium
- SOD
- The Deep Love of Facial Maniacs
- Queen Under Submission: The United Sadistic Nymphomaniacs In Action
- Body M
- Big Tits Wives
- Extreme Tongue-Job, Hikari Hino
- Real Fighting Fucker
- G-Cup Slutty Maid
- Roomshare
- Building of Only Sex Service Shop With Hot Models
- Onanie Paranoia
- kirakira Special, Lewd Style Gals Oil Orgy
- Dancing School Lesbian
- Ultimate Ecstasy, Hikari Hino
- The Other Side of a Galaxy of Eros
- Sex with the Biggest Dick in the World
- Non Stop Orgasm, Hikari Hino
- Fu-Zoku Channel 12
- The Lesbian Confines Life Insurance Lady
- Extreme Ecstasy, Vibrator, Nakadashi and Gangbang
- Super High-Class Soap Charismatic Model
- Torture Fellatio Club DX2